# メサイア -深紅ノ章-
『メサイア -深紅ノ章-』（メサイア しんくノしょう）は、2015年10月17日に公開された日本映画である。映画製作としては『メサイア』『メサイア「漆黒ノ章」』に続く第3弾となるが、前作は舞台上演されたストーリー（鋼ノ章）からの流れになっており、メサイア・プロジェクトとして、映画・舞台・ドラマ等と多岐に渡っている。

## あらすじ
－軍事協定『世界の改心（ワールド・リフォーミング）』－　世界各国は軍隊を人口の0.1%までに軍縮、及び、大量殺戮兵器の開発禁止に調印。しかし、争いは兵器から情報戦争へと形を変えたに過ぎなかった。日本において秘密任務のために特殊機関「チャーチ」で育成されたスパイ、警察省警備庁・特別公安局外事課五係。通称“サクラ”。チャーチには鉄の掟があり、掟の下に任務を遂行する。しかし、例外的に掟に反して行動を赦される者がいる。それが“メサイア”である。
サクラ候補生の白崎護（赤澤燈）、悠里淮斗（廣瀬大介）、有賀涼（井澤勇貴）、加々美いつき（杉江大志）は、不穏な動きを見せる北方連合スパイのザ・タワー（岩永洋昭）とハングドマン（村田充）の追跡を開始するが、公安四係の高野優太（宮崎秋人）、周康哉（玉城裕規）、三栖公俊（中村龍介）らの行動により、状況は錯綜し様々なミッションが発生。それぞれの心情が交差する先にあるものとは。

## キャスト
- 白崎護 - 赤澤燈
- 悠里淮斗 - 廣瀬大介
- 有賀涼 - 井澤勇貴
- 加々美いつき - 杉江大志
- ザ・タワー - 岩永洋昭
- ハングドマン - 村田充
- 高野優太 - 宮崎秋人
- 我妻鉱太郎 - 金山一彦
- 神北竜二 - 郷本直也
- 黒子 - 小谷嘉一
- 林王芳 - ボブ鈴木
- 八重樫馨 - 漆崎敬介
- 堤貴也 - 井上和彦
- 五条颯真 - 太田基裕
- 周康哉 - 玉城裕規
- 三栖公俊 - 中村龍介
- 志倉 - 大澄賢也

## スタッフ
- 原案：高殿円（メサイア警備局特別公安五係・角川書店 刊）
- 監督：山口ヒロキ
- 脚本：横山あゆみ、山口ヒロキ
- 製作：中野久、吉井敏久、宇治重喜、香月淑晴、河内功
- 総合プロデューサー：吉井敏久
- プロデューサー：板橋明久
- ラインプロデューサー：和田紳助
- 撮影：曽根剛
- 照明：加藤大輝
- 録音：茂木祐介
- 美術：畠山和久
- 衣装：伊藤摩美
- ヘアメイク：佐茂朱美、山田亜沙美
- 音楽：倉堀正彦
- 助監督：植本英之
- 制作担当：大川裕紀
- アクション監督：高東楓
- 制作プロダクション：ダブルアップエンタテインメント
- 制作協力：キャンター、ザックスSSP
- 配給：トリプルアップ
- 協賛：FWD、ブロス
- 製作委員会メンバー：ダブルアップエンタテインメント、CLIE、ビザビジョン、エスピーオー、東京メトロポリタンテレビジョン

## 主題歌
- 「心灯-こころび-」 Blu-BiLLioN（Resistar Records）

## DVD
本編とメイキング作品が発売されている。
- メサイア -深紅ノ章-メイキングDVD（2016年2月24日、エスピーオー）[2]
- メサイア -深紅ノ章-（2016年4月27日、エスピーオー）[3]